# Шалколь
Шалколь или Шольколь (каз. Шөлкөл) — болото, бывшее ранее озером, в Костанайском районе Костанайской области Казахстана. Находится у села Озерное.
По данным топографической съёмки 1943 года, представляло собой непересыхающее озеро на высоте 184 м над уровнем моря с площадью водной поверхности в 1,96 км², длиной — 2,6 км и наибольшей шириной — 1,3 км. Длина береговой линии — 6,7 км, развитие береговой линии — 1,34.